# Leighton Meester
Leighton Marissa Claire Meester (Fort Worth, 9 d'abril de 1986) és una actriu i cantant estatunidenca, principalment coneguda pel paper de Blair Waldorf a la sèrie de televisió Gossip Girl.

## Biografia
Leighton Marissa Claire Meester va néixer el 9 d'abril de 1986 a Fort Worth, Texas, en un hospital mentre la seva mare purgava una pena de presó per haver passat marihuana de Jamaica als Estats Units. Malgrat això, Leighton va tenir una infantesa normal amb els seus pares i va créixer a Marco Island. Hi creix amb el seu pare, Doug Meester, la seva mare Coonie Meester i els seus dos germans Douglas Logan Meester i Lex Meester. Viu a Nova York en el West Village. Mesura aproximadament 1,65 m. És rossa natural. El seu cognom, Meester, d'origen neerlandès, significa «amo» en català.

## Carrera
Es va començar a interessar per la comèdia en una producció local de El màgic d'Oz. Als 11 anys, es trasllada amb la seva família a Nova York i comença una curta carrera de model per a l'agència Wilhelmina després realitzarà llavors diverses campanyes publicitàries sobretot per a Ralph Lauren. Treballarà igualment amb Sofia Coppola.
El 1999, Leighton comença a la televisió als 13 anys en la sèrie Law & Order. El 2001, fa una aparició a la televisió en la sèrie Boston Public. El 2002, continua les aparicions a la televisió. Roda un episodi en la sèrie Car Oncle Bill.
El 2003, fa els seus primers passos en el cinema a The Jackalope. A la televisió, fa una aparició en la sèrie Tarzan. El 2004, roda el telefilm Hollywood Division. Enllaça també les aparicions a les sèries Crossing Jordan, 7th Heaven, North Shore i Entourage. El 2005, continua les aparicions en les sèries 24, 8 Simple Rules, Veronica Mars i Surface.
El 2006, roda a dues pel·lícules Flourish i Inside. Apareix també en les sèries Secrets of a Small Town, Dr. House i Numb3rs. El 2007, enllaça pel·lícules com Burger Kill, The Beautiful Ordinary i Killer Movie. Rodarà en un telefilm, The Haunting of Sorority Row i farà dues aparicions en CSI: Miami i Shark.
Finalment, es destaparà en el paper que la farà conèixer pel gran públic, el de Blair Waldorf en la sèrie de la CW Gossip Girl. El 2008 i 2009, es concentrarà principalment en la sèrie i en el seu àlbum. El 2010, apareixerà a dues pel·lícules: Crazy Night on fa de cangur i Massa Lluny Per A Tu.
El 2011, Leighton serà a 3 pel·lícules: Country Strong, The Roommate (amb Danneel Harris, Cam Gigandet, Alyson Michalka i Minka Kelly) i Monte Carlo (amb Selena Gomez, Katie Cassidy i Cory Monteith).

## Carrera musical
Leighton també és cantant, l'estil musical de la qual és una barreja entre Fergie, Gwen Stefani i M.I.A.. El seu productor és Shahine Ezell. Canta en featuring amb Cobra Starship sobre la seva cançó Good Girls Go Bad. Ha cantat en viu Good Girls Go Bad als Video Music Awards 2009. Ha escrit un single, Bodi Control, que interpreta. Aquesta cançó no és tan coneguda com la que ha cantat amb el grup citat. El seu àlbum sortirà a començaments de 2011 i el seu primer single oficial és Somebody to Love on fa un duo amb Robin Thicke (un cantant i productor estatunidenc).

## Filmografia

### Cinema
- 2003: The Jackalope: Lorraine
- 2003: Hangman's Curse: Elisha Springfield
- 2006: Flourish: Lucy Covner
- 2006: Inside: Josie
- 2007: Drive Thru: Mackenzie Carpenter
- 2007: The Beautiful Ordinary: Tori
- 2008: Killer Movie: Jaynie Hansen
- 2010: Date Night: Katy
- 2010: Going the Distance: Amy
- 2010: Country Strong: Chiles Stanton
- 2011: The Roommate: Rebecca
- 2011: Monte Carlo: Meg
- 2011: The Oranges: Nina Ostroff

### Televisió
- 1999: Law & Order (sèrie Tv): Alyssa Turner
- 2001: Boston Public (Sèrie TV): Sarah Breen
- 2002: Once and Again (Sèrie TV): Amanda
- 2002: Family Affair (Sèrie TV): Irene
- 2003: Tarzan (Sèrie TV): Nicki Porter
- 2003: The Big Wide World of Carl Laemke (Telefilm): Tanni
- 2004: Hollywood Division (Telefilm): Michelle
- 2004: Crossing Jordan (Sèrie TV): Marie Strand
- 2004: 7th Heaven (Sèrie TV): Kendall
- 2004: North Shore (Sèrie TV): Veronica Farrell
- 2004 i 2008: Entourage (Sèrie TV): Justine Chapin
- 2005: 24 (Sèrie Tv): Debbie Pendleton
- 2005: 8 Simple Rules (Sèrie Tv): Nikki
- 2005: Veronica Mars (Sèrie TV): Carrie Bishop
- 2005 - 2006: Surface (Sèrie TV): Savannah Barnett
- 2006: Monster Allergy (Sèrie TV): Poppy
- 2006: Secrets of a Small Town (Sèrie TV): Kayla Rhodes
- 2006: Numb3rs (Sèrie TV): Karen Camden
- 2006: Dr. House (Sèrie TV): Ali
- 2007: CSI: Miami (Sèrie TV): Heather Crowley
- 2007: Shark (Sèrie TV): Megan
- 2007: The Haunting of Sorority Row (Telefilm): Samantha Willows
- 2007 - 2011: Gossip Girl (Sèrie TV): Blair Waldorf

## Discografia

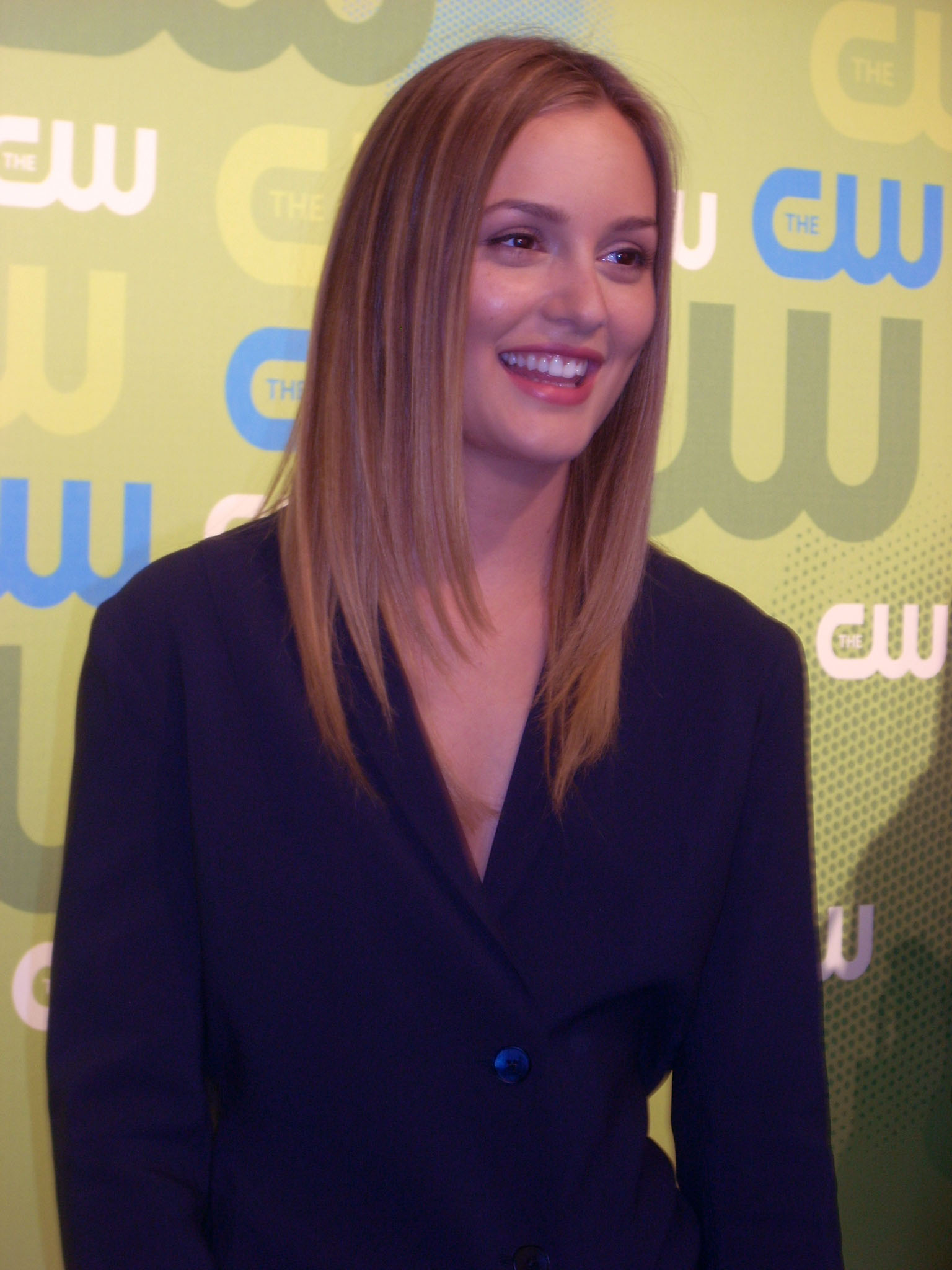
Leighton en una conferència de premsa el 2008

### Àlbums d'estudi
| Any  | Album                                                                                |
| ---- | ------------------------------------------------------------------------------------ |
| 2010 | Love Is a Drug - 1r album studio - Sortida: primers 2011 - Label: Universal Republic |

### Senzills
| Any  | Títol                         | US Pop | US Dance | Album          |
| ---- | ----------------------------- | ------ | -------- | -------------- |
| 2009 | Somebody to Love Robin Thicke | 111    | 81       | Love Is a Drug |
| 2010 | Your Love's a Drug            | 119    | -        | Love Is a Drug |

### Col·laboracions
| Any  | Títol                                                   | US Pop | US Dance | CAN | R.U. | Món | Album    |
| ---- | ------------------------------------------------------- | ------ | -------- | --- | ---- | --- | -------- |
| 2009 | Good Girls Go Bad Cobra Starship feat. Leighton Meester | 7      | 6        | 7   | 17   | 16  | Hot Mess |
| 2010 | She Said Stephen Jerzak feat. Leighton Meester          | -      | -        | -   | -    | -   | She Said |

## Premis i nominacions
| Any  | Premi                       | Categoria                      | Per                | Resultat   |
| ---- | --------------------------- | ------------------------------ | ------------------ | ---------- |
| 2008 | Teen Choice Awards          | Star la plus sexy              | Ella mateixa       | Guanyadora |
| 2008 | Teen Choice Awards          | Millor actriu                  | Gossip Girl        | Nominada   |
| 2008 | Teen Choice Awards          | Revelació femenina             | Gossip Girl        | Nominada   |
| 2008 | Newport Beach Film Festival | Millor paper en una pel·lícula | Elvis and Anabelle | Nominada   |
| 2009 | Prism Awards                | Millor paper dramàtic          | Gossip Girl        | Guanyadora |
| 2009 | Teen Choice Awards          | Millor actriu dramàtica        | Gossip Girl        | Guanyadora |
| 2010 | People's Choice Awards      | Actriu favorita                | Gossip Girl        | Nominada   |
| 2010 | Teen Choice Awards          | Millor actriu dramàtica        | Gossip Girl        | Guanyadora |